# NGC 5905
NGC 5905 (również PGC 54445 lub UGC 9797) – galaktyka spiralna z poprzeczką (SBb), znajdująca się w gwiazdozbiorze Smoka. Odkrył ją William Herschel 5 maja 1788 roku.
W galaktyce tej zaobserwowano supernową SN 1963O.